# Jan van Aardenburgh
Jan van Aardenburgh († 1714 in Haarlem) war ein niederländischer Patronenmaler.
Jan van Aardenburgh war Mitglied der Lukasgilde in Haarlem, aus deren Dokumenten einzig sein Tod bekannt ist.